# Recording Industry Association Singapore
Recording Industry Association Singapore (RIAS), wcześniej Singapore Phonogram Videogram Association (SPVA) – singapurska organizacja założona w 1976 roku, reprezentująca przemysł muzyczny w Singapurze. Jest krajowym przedstawicielem Międzynarodowej Federacji Przemysłu Fonograficznego.

## Certyfikaty sprzedaży
| Albumy     | Albumy               | Albumy          | Albumy          |
| Certyfikat | Sprzedaż             | Sprzedaż        | Sprzedaż        |
| Certyfikat | Do października 2007 | Do grudnia 2009 | Od grudnia 2009 |
| ---------- | -------------------- | --------------- | --------------- |
| Złoto      | 7 500                | 6000            | 5000            |
| Platyna    | 15 000               | 12 000          | 10 000          |

| Single     | Single   |
| Certyfikat | Sprzedaż |
| ---------- | -------- |
| Złoto      | 5000     |
| Platyna    | 10 000   |

Od 2021 roku RIAS akceptuje również digital download. Single są certyfikowane w oparciu o sprzedane sztuki, natomiast albumy są certyfikowane na podstawie przychodów, od 50 000 USD w przypadku złota i 100 000 USD w przypadku platyny.

## Listy
| Nazwa               | Liczba pozycji |
| ------------------- | -------------- |
| Top Streaming Chart | 30             |
| Top Regional Chart  | 30             |

### Piosenki numer jeden
- Lista piosenek numer jeden 2018 roku (Singapur)
- Lista piosenek numer jeden 2019 roku (Singapur)
- Lista piosenek numer jeden 2020 roku (Singapur)
- Lista piosenek numer jeden 2021 roku (Singapur)
- Lista piosenek numer jeden 2022 roku (Singapur)
- Lista piosenek numer jeden 2023 roku (Singapur)